# Lindsay Lee-Waters
Lindsay Lee-Waters (* 28. Juni 1977 als Lindsay Lee in Oklahoma City) ist eine ehemalige US-amerikanische Tennisspielerin.

## Karriere
1994 trat Lindsay Lee erstmals auf dem ITF Women’s Circuit an und erreichte bei $10.000-Turnieren zweimal das Finale. Im Januar 1995 gewann sie in Woodlands ihren ersten Titel, Ende Februar gewann sie das $25.000-Turnier von Miami. Das erste WTA-Finale erreichte sie im Mai desselben Jahres in Bournemouth, das sie gegen die Kanadierin Patricia Hy-Boulais verlor. In Wimbledon erreichte sie nach überstandener Qualifikation die zweite Runde, sie verlor in drei Sätzen gegen Natallja Swerawa. Nachdem Lee das Achtelfinale von San Diego erreicht hatte, stand sie im Sommer erstmals in den Top 100. Ende des Jahres konnte sie in Leipzig und in Québec das Viertel- und das Halbfinale erreichen.
1996 verlor sie das Finale eines $50.000-Turniers gegen Anna Kurnikowa. In Indian Wells erreichte sie das Viertelfinale und anschließend mit Position 33 der WTA-Weltrangliste ihre bislang beste Platzierung. Aufgrund von Verletzungen rutschte sie Ende des Jahres aus den Top 100; erst im Mai 2004 kehrte sie wieder dorthin zurück. Lee heiratete im selben Jahr ihren Trainer Heath Waters und führt seither einen Doppelnamen. Anfang 2001 brachte sie ihr erstes Kind zur Welt.
Bei den Australian Open erfreute sie sich 2005 bei ihrer Zweitrundenpartie gegen Marija Scharapowa, die sie in drei Sätzen verlor, großer Beliebtheit beim Publikum. Während Scharapowa nach Fehlentscheidungen zu ihren Gunsten teilweise ausgebuht wurde, gab es für Lee-Waters nach dem Match Standing Ovations.
2006 brachte Lee-Waters ihr zweites Kind zur Welt und fiel in der Weltrangliste bis auf 943 zurück. 2009 war sie wieder in den Top 200 zu finden, nachdem sie das $50.000-Turnier von Charlottesville gewonnen (ihr erster Turniersieg seit 2005) und das Finale von Raleigh (ebenfalls ein $50.000-Turnier) erreicht hatte.
2010 konnte sie bis Ende April weder auf der WTA Tour noch auf ITF-Turnieren ein Match gewinnen. Erst in Charlottesville, wo sie als Titelverteidigerin angetreten war, gewann sie ihr erstes Match der Saison. Die größten Erfolge erzielte sie im Mai mit dem Finaleinzug beim $50.000-Turnier von Raleigh sowie im September beim $75.000-Turnier von Albuquerque. Im Doppel gewann sie zusammen mit Megan Moulton-Levy dort den Titel.
2011 spielte Lee-Waters nur wenige Turniere im Einzel, so dass sie in der Einzelweltrangliste viele Punkte einbüßte. Der größte Erfolg gelang ihr mit einem Sieg über Arantxa Rus in der Wimbledon-Qualifikation. Im Doppel erreichte sie in Bogota und Québec jeweils das Halbfinale.
Anfang 2012 stand sie im Einzel nur noch auf Platz 404. Sie konzentrierte sich auf die Doppelkonkurrenzen und zusammen mit Megan Moulton-Levy gewann sie Ende März das ITF-Turnier von Osprey. Auf dem Weg zum Titel besiegten sie die topgesetzte Paarung Natalie Grandin/Vladimíra Uhlířová.
Wie 2011 überstanden Lee-Waters und Moulton-Levy die Qualifikation in Wimbledon; sie unterlagen dann in Runde eins Carla Suárez Navarro und Lourdes Domínguez Lino in drei Sätzen.
In Carlsbad schieden sie im Viertelfinale gegen das an 3 gesetzte Duo Abigail Spears und Raquel Kops-Jones aus. In Washington scheiterten sie ebenfalls im Viertelfinale, in Montreal in Runde eins.
Beim Turnier in New Haven schafften es Lee-Waters/Moulton-Levy ins Halbfinale. Es war ihr erstes Halbfinale auf der WTA Tour seit Québec im Jahr 2011. Bei den US Open scheiterte das Duo in Runde eins an Serena und Venus Williams.
In Memphis spielten sie sich 2013 bis ins Halbfinale. Am 26. Februar 2013 erreichte Lee-Waters mit Platz 85 ihr bislang bestes Doppel-Ranking.
Von Mai 2013 bis Juni 2014 bestritt sie kein Match auf der Damentour. Seit März 2015 tritt sie nur noch im Einzel und nur bei ITF-Turnieren an; im Februar 2016 konnte sie sich erstmals wieder in einer Qualifikation durchsetzen. Im Oktober 2017 spielte sie ihre bislang letzte Qualifikationsrunde.

## Turniersiege

### Einzel
| Nr. | Datum              | Turnier            | Kategorie   | Belag             | Finalgegnerin         | Ergebnis       |
| --- | ------------------ | ------------------ | ----------- | ----------------- | --------------------- | -------------- |
| 1.  | 29. Januar 1995    | Woodlands          | ITF $10.000 | Hartplatz         | Jody Yin              | 6:4, 6:4       |
| 2.  | 5. März 1995       | Miami              | ITF $25.000 | Hartplatz         | Tara Snyder           | 6:2, 6:3       |
| 3.  | 19. April 1998     | Burbank            | ITF $25.000 | Hartplatz         | Jolene Watanabe       | 6:4, 6:4       |
| 4.  | 16. Januar 2000    | Boca Raton         | ITF $10.000 | Hartplatz         | Olga Blahotová        | 6:2, 3:6, 6:3  |
| 5.  | 22. September 2002 | Columbus           | ITF $75.000 | Hartplatz         | Ashley Harkleroad     | 1:6, 6:1, 7:69 |
| 6.  | 13. Oktober 2002   | Hallandale Beach   | ITF $25.000 | Sand              | Gisela Dulko          | 7:5, 3:6, 6:1  |
| 7.  | 12. Oktober 2003   | Lafayette          | ITF $25.000 | Sand              | Natalie Grandin       | 6:2, 6:0       |
| 8.  | 7. Dezember 2003   | Palm Beach Gardens | ITF $50.000 | Sand              | Marta Marrero         | 6:3, 6:3       |
| 7.  | 9. Februar 2004    | Rockford           | ITF $25.000 | Hartplatz (Halle) | Gisela Dulko          | 6:4, 7:5       |
| 10. | 3. Juli 2005       | Los Gatos          | ITF $50.000 | Hartplatz         | Carly Gullickson      | 6:4, 6:0       |
| 11. | 3. Mai 2009        | Charlottesville    | ITF $50.000 | Sand              | Jekaterina Bytschkowa | 6:3, 7:5       |

## Doppel
| Nr. | Datum              | Turnier         | Kategorie   | Belag             | Partnerin           | Finalgegnerinnen                      | Ergebnis           |
| --- | ------------------ | --------------- | ----------- | ----------------- | ------------------- | ------------------------------------- | ------------------ |
| 1.  | 6. Juli 1997       | Flushing        | ITF $50.000 | Hartplatz         | Janet Lee           | Li Fang Keri Phebus                   | 6:2, 2:6, 6:3      |
| 2.  | 8. März 1998       | Rockford        | ITF $25.000 | Hartplatz (Halle) | Surina De Beer      | Nino Louarsabishvili Seda Noorlander  | 6:2, 6:4           |
| 3.  | 18. Oktober 1998   | Indian Wells    | ITF $25.000 | Hartplatz         | Pavlina Nola        | Erika de Lone Kristen Schlukebir      | 6:0, 6:7, 6:1      |
| 4.  | 1. November 1998   | Austin          | ITF $50.000 | Hartplatz         | Maureen Drake       | Esme de Villiers Liezel Huber         | 6:1, 6:1           |
| 5.  | 6. Dezember 1998   | Guadalajara     | ITF $25.000 | Sand              | Meghann Shaughnessy | Miriam D’Agostini Katalin Marosi      | 6:1, 6:3           |
| 6.  | 23. Mai 1999       | Jackson         | ITF $25.000 | Hartplatz         | Julie Steven        | Renata Kolbovic Tracy Almeda-Singian  | 4:6, 7:5, 6:2      |
| 7.  | 20. Juni 1999      | Mount Pleasant  | ITF $25.000 | Hartplatz         | Wendy Fix           | Jennifer Hopkins Petra Rampre         | 6:3, 7:6           |
| 8.  | 27. Juni 1999      | Easton          | ITF $10.000 | Hartplatz         | Kim Grant           | Holly Parkinson Julie Thu             | 6:4, 7:6           |
| 9.  | 23. Januar 2000    | Boca Raton      | ITF $10.000 | Hartplatz         | Sandra Cacicl       | Li Ting Li Na                         | 6:4, 7:5           |
| 10. | 12. Oktober 2003   | Lafayette       | ITF $25.000 | Sand              | Maureen Drake       | Jessica Fernández Kara Molony-Hussey  | 6:2, 6:3           |
| 11. | 8. Mai 2005        | Raleigh         | ITF $75.000 | Sand              | Ashley Harkleroad   | Maria Fernanda Alves Stéphanie Dubois | 6:2, 0:6, 6:3      |
| 12. | 15. Mai 2005       | Charlottesville | ITF $50.000 | Sand              | Ashley Harkleroad   | Samantha Reeves Christina Wheeler     | 6:4, 7:5           |
| 13. | 29. Juli 2007      | Lexington       | ITF $50.000 | Hartplatz         | Melinda Czink       | Casey Dellacqua Natalie Grandin       | 6:2, 7:67          |
| 14. | 12. Oktober 2008   | Pittsburgh      | ITF $50.000 | Hartplatz (Halle) | Melinda Czink       | Raquel Kops-Jones Abigail Spears      | 6:2, 7:5           |
| 15. | 19. April 2009     | Osprey          | ITF $25.000 | Sand              | Story Tweedie-Yates | Heidi El Tabakh Melanie Klaffner      | 6:3, 6:75, [12:10] |
| 16. | 12. Juli 2009      | Grapevine       | ITF $50.000 | Hartplatz         | Riza Zalameda       | Kimberly Couts Valérie Tétreault      | 7:65, 6:3          |
| 17. | 30. Mai 2010       | Carson          | ITF $50.000 | Hartplatz         | Megan Moulton-Levy  | Christina Fusano Courtney Nagle       | 6:1, 6:2           |
| 18. | 11. Juli 2010      | Grapevine       | ITF $50.000 | Hartplatz         | Megan Moulton-Levy  | Kimberly Couts Tetiana Luzhanska      | 6:2, 7:5           |
| 19. | 26. September 2010 | Albuquerque     | ITF $75.000 | Hartplatz         | Megan Moulton-Levy  | Abigail Spears Mashona Washington     | 2:6, 6:3, [10:8]   |
| 20. | 3. Oktober 2010    | Las Vegas       | ITF $50.000 | Hartplatz         | Megan Moulton-Levy  | Irina Falconi Maria Sanchez           | 1:6, 7:5, [10:4]   |
| 21. | 31. März 2012      | Osprey          | ITF $50.000 | Sand              | Megan Moulton-Levy  | Alexandra Panowa Lessja Zurenko       | 2:6, 6:4, [10:7]   |